# Begonia wenzelii
Espèce
Synonymes
- Begonia leytensis Elmer[2]
- Begonia wenzelii Merr.[2]

Begonia wenzelii est une espèce de plantes de la famille des Begoniaceae.
L'espèce fait partie de la section Petermannia.
Elle a été décrite en 1915 par Elmer Drew Merrill (1876-1956).

## Répartition géographique
Cette espèce est originaire du pays suivant : Philippines.